# 花鳥村
花鳥村（はなとりむら）は山梨県東八代郡にあった村。
現在の笛吹市南西部、浅川上流域にあたる。本項では発足時の名称である竹野原村（たけのはらむら）についても述べる。

## 地理
- 河川：浅川

## 歴史
- 1889年（明治22年）7月1日 - 町村制の施行により、奈良原村、竹居村、大野寺村の区域をもって竹野原村が発足。
- 1931年（昭和6年）9月1日 - 竹野原村が改称して花鳥村となる。
- 1958年（昭和33年）8月1日 - 大字大野寺および竹居の一部が御坂町、大字奈良原および竹居の一部が八代町に分割編入。同日花鳥村廃止。

## 名所・旧跡・観光スポット・祭事・催事
- 福光園寺
- 若彦路